# Plintite

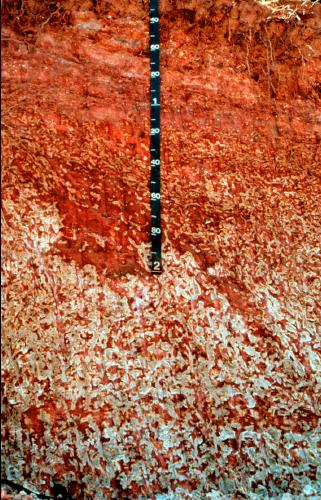
Plintite (parte inferiore, screziata di bianco) e petroplintite (parte rossastra sopra la prima) in un suolo tropicale nel Kerala, India.

Una plintite (dal greco plinthos, mattone) è un aggregato di argilla, quarzo e altri minerali, ricco di ferro e povero di humus; solitamente assume l'aspetto di un reticolato poligonale, con colorazioni rossastre derivanti da deposizione di minerali di ferro (ossidi e idrossidi).
L'ambiente più favorevole alla formazione di una plintite è quello che provoca, nel suolo, alternanze di condizioni di umidità e di aridità; il ferro si deposita durante i periodi di suolo secco; in condizioni di suolo umido, la plintite resta comunque morbida e non costituisce ostacolo alle lavorazioni meccaniche come l'aratura, mentre in un suolo secco diventa molto dura.
Se sottoposta a numerosi cicli umido/secco, la plintite si indurisce irreversibilmente, diventando una petroplintite (ironstone nella letteratura pedologica inglese), molto diffusa nei suoli di ambiente tropicale.